# Brnica (Žalec)
Brnica (Duits: Bernitz) is een plaats in Slovenië en maakt deel uit van de gemeente Žalec in de NUTS-3-regio Savinjska. De plaats telde 52 inwoners op 1 januari 2020.